# Tittel Andor
Tittel Andor (Székelyudvarhely, 1911. november 20. – Marosvásárhely, 1967. november 18.) erdélyi magyar pedagógiai szakíró, tankönyvíró.

## Életútja
Középiskolai tanulmányait szülővárosában végezte (1929), majd a kolozsvári I. Ferdinand Egyetemen román–latin szakos tanári oklevelet szerzett (1935). 1936-tól a székelyudvarhelyi Római Katolikus Gimnázium tanára (közben 1944–45-ben katona, majd 1947-ig szovjet hadifogoly), az államosítás után (1948–52 között) utódiskolájának igazgatója volt; 1952–61 között ugyanott a Pedagógiai Líceumban és a Tanítóképző Főiskolán tanított, majd 1961-től haláláig a marosvásárhelyi Pedagógiai Főiskola lektora és a filológiai kar dékánhelyettese volt.

## Munkássága
Első, nyomtatásban megjelent munkája: Îndrumător metodic pentru predarea limbii române în clasa V-a (társszerző Viorica Demetrescu, Bukarest, 1958). Módszertani szakcikkei 1959-től rendszeresen jelentek meg a Tanügyi Újság és a Gazeta Învăţământului hasábjain. Mint a Pedagógiai Tudományok Intézetének, a tankönyvkiadónak és a Tanügyminisztérium Módszertani Tudományos Tanácsának tagja, ill. külső munkatársa, számos tankönyv referense, valamint több tanterv és nyelvoktatási tervezet tudományos szerkesztője volt.
Kidolgozta és egyetemi jegyzet formájában közzétette a román nyelv és irodalom oktatásának módszertanát: Curs de metodică a predării limbii şi literaturii române în clasele I–VIII. (társszerző Viorica Demetrescu, Bukarest, 1961), ugyanabban az évben jelent meg úttörő munkája: Predarea limbii române în clasele V–VII. în şcoli cu limba de predare maghiară (társszerző Viorica Demetrescu); ez lévén az első, a nemzetiségi iskolák számára szerkesztett román nyelvoktatási módszertani szakkönyv, amelyet a magyar tannyelvű iskolák mellett más nemzetiségek iskoláiban is használtak.
A nemzetiségi iskolák számára szerkesztett, több kiadást is megért tankönyvei:
- Literatura română, manual pentru clasa a VIII-a în şcoli cu limbile de predare a minorităţilor naţionale (társszerzők E. Giurgiu, V. Dumitrescu, 1958., átdolgozva és újrakiadva 1959, 1960, 1962, 1963);
- Limba română, manual pentru clasa a II-a în şcoli cu limba de predare maghiară (társszerzők Járai Éva és Tóth A., 1960; átdolgozva és újrakiadva 1961, 1962, 1963);
- Literatura română, manual pentru clasa a IX-a, şcoli şi secţii cu limbile de predare ale minorităţilor naţionale (társszerzők V. Dumitrescu, E. Giurgiu, 1965).